# クインジ美術館
クインジ美術館（クインジびじゅつかん、ウクライナ語: Художній музей імені Куїнджі）はウクライナ、マリウポリにあった美術館。2010年10月30日に開館し、この町で生まれたアルヒープ・クインジの作品と生涯に焦点を当てた展示を行っていた。
美術館は2022年3月21日に空爆により破壊された。その時クインジの手による3点のオリジナル作品は美術館にはなかったが、他の芸術家によるものは同時に破壊されてしまった。

## 歴史
美術館は初め、1914年にアルヒープ・クインジに捧げる美術館として構想された。その際に、クインジ芸術家協会より作品の寄贈が提案されたものの、第一次世界大戦により決定が遅れた。
戦後、1960年代になって再び美術館建設が真剣に検討されたが、途中で資金難となり、代わりにクインジ展示センターが作られた。
1997年に建物が寄贈されたことで計画が再開し、2008年から建物の改装を行い、2010年10月30日にマリウポリ郷土史博物館の分館として美術館が開館した。
2015年には、クインジ生誕175周年を祝して展示を行った。2019年に駐ウクライナフランス大使のイザベル・デュモンが美術館を訪れ、賞賛している。
美術館は2022年3月21日にマリウポリの戦いでの空爆により破壊された。破壊された際に、所蔵品であるクインジの作品3点はその時美術館になかったが、他の芸術家の作品は美術館内にあり、イヴァン・アイヴァゾフスキー、ミコラ・フルシチェンコ、タチアナ・ヤブロンスカ、ミハイロ・デレグス、アンドリー・コツカ、Mykola Budnyk、レオニード・ガディなどの作品の状況はわかっていない。

## 施設
美術館の建物は1902年に建設されたアール・ヌーヴォー様式の古民家を改装して美術館としていた。この建物はもともと、マリウポリゼムストヴォのガジノワ（Газадінова）長官が、プリモルスクに学校を設立したヴァシリー・イワノヴィッチ・ゲオツィントフ（Василь Іванович Геоцинтов）に嫁いだ娘、ヴァレンティーナ・ガジノワ（Валентині Газадінова）に結婚祝いとして贈ったものだった。
1917年の十月革命の後、付近が国有化され、この建物はソ連時代には図書館、また、政党の文書館として使われていた。第二次世界大戦中はドイツに占領されたが破壊されずに残り、戦後は薬局の倉庫として使われていた。
1997年、マリウポリ市議会は、保存状態が悪くなっていたこの建物を、歴史的建造物としてマリウポリ郷土史博物館との共同所有とし、将来的にアートギャラリーとして使用することを決定した。2008年から、地元の会社 Азовінтекс が建物の改装を行い、2010年10月30日にクインジ美術館を正式に開館した。

## コレクションと研究
コレクションには650の油絵、960の絵画作品、150の彫刻と300の装飾芸術、応用芸術作品（陶磁器、磁器、タオル、レース、アール・ヌーヴォーの家具など）2000点ほどの収蔵品があり、大部分はマリウポリ郷土史博物館が20世紀以降に収集したものだった。
美術館の開館の際に、クインジの作品のデジタルコピーと、19世紀・20世紀の歴史的建物を展示する展覧会を開催し、旧生誕教会の文字装飾、19世紀末の聖書、クインジの写真と手紙の写し、クインジの弟子 Г. О. Калмиковаによるクインジの肖像画などの展示を行なった。
美術館にはクインジのオリジナル3点、『ドニエプル川の赤い夕日(ウクライナ語: Червоний захід)』、『秋、クリミア(ウクライナ語: Осінь)』、『エルブルス山(ウクライナ語: Ельбрус. Місячна ніч)』のスケッチと複製画を所蔵している。これらは1960年代にロシア美術館からマリウポリ郷土史博物館に寄贈されたものである。これらの行方もまたわからなくなっている。
美術館では1841年ウクライナが発行した誕生証明書など、クインジの生涯に関わりのある資料も収集していた。また、当館で展示会を行ったビクトリア・コワルチュクや、イヴァン・アイヴァゾフスキー、ヴァシーリー・ヴェレシチャーギン、イヴァン・シーシキンなど他の芸術家に関する資料も収集していた。
美術館はクインジの生誕が1841年である証拠を提示したものの、これを否定する証拠も存在することから議論の対象となっている。

## ギャラリー

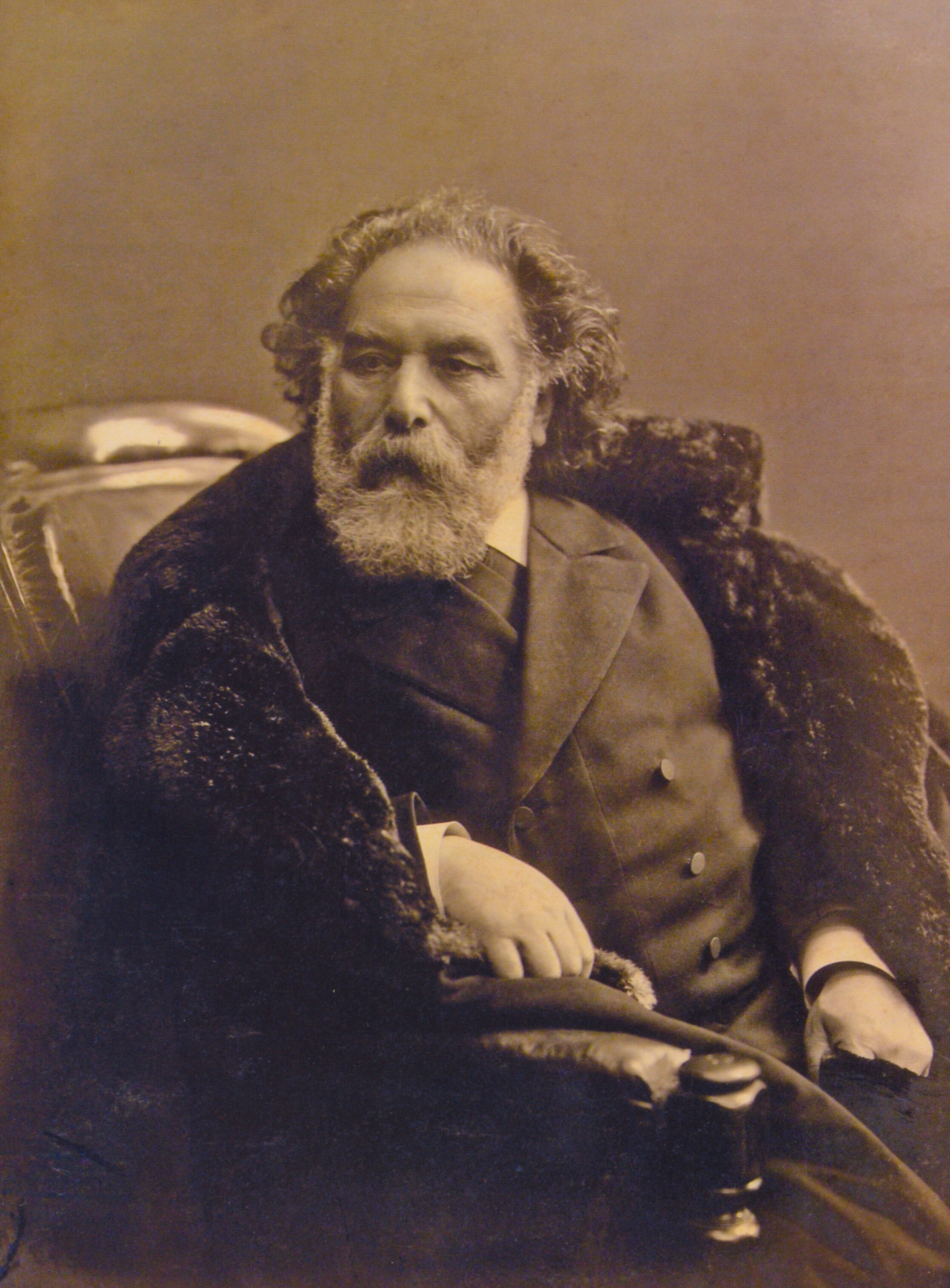
アルヒープ・クインジ肖像写真、1900年頃
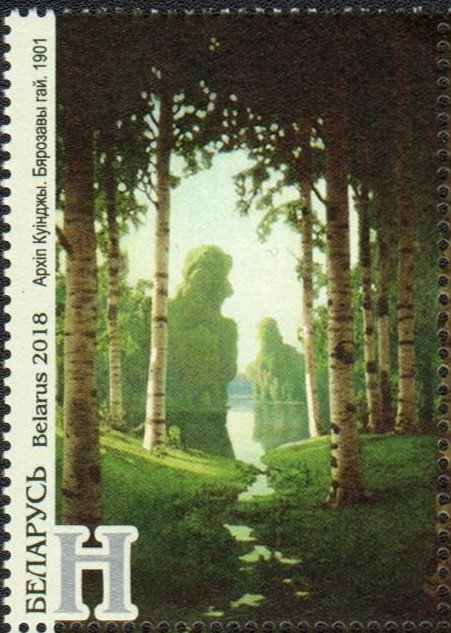
2018年にベラルーシで発行された切手。『白樺の林(ロシア語: Березовая роща)』クインジ、1901年より
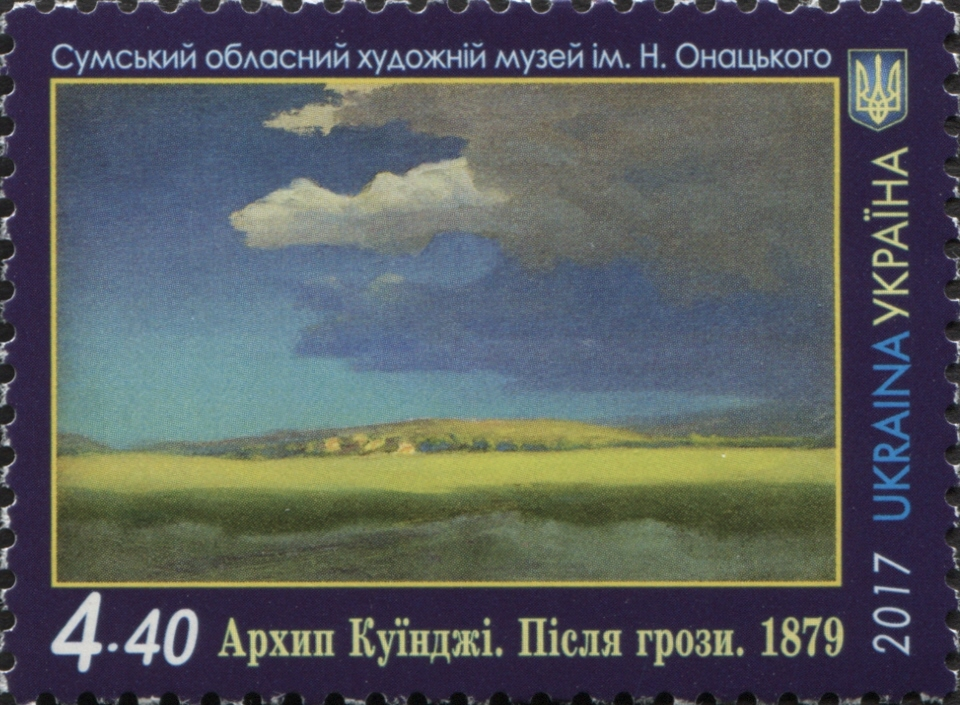
ウクライナ発行の切手『嵐の後 (Архип Куїнджі)』クインジ 1879年より